# Adrien Salvetat
Pour les articles homonymes, voir Salvetat.
Adrien Salvetat, né le 23 novembre 1910 à Montauban (Tarn-et-Garonne) et mort le 26 mai 1987 à Olonzac (Hérault), est un homme politique français.

## Détail des fonctions et des mandats
Mandat parlementaire
- 2 janvier 1956 - 8 décembre 1958 : Député de l'Aude

Mandat municipal
- 1971 - 1983 : Maire d'Olonzac